# Ходдл, Гленн
Гленн Ходдл (англ. Glenn Hoddle; род. 27 октября 1957 года, Хейес, боро Хиллингдон, Лондон) — английский футболист и футбольный тренер. Раньше играл на позиции атакующего полузащитника за такие клубы, как «Тоттенхэм Хотспур», «Монако», «Челси» и «Суиндон Таун». На международном уровне выступал за английскую сборную. Начинал свою карьеру в футбольном клубе «Уотфорд».
В 2007 году был зачислен в Национальный футбольный зал славы, будучи названным самым одарённым футболистом своего поколения. Достигал успехов в качестве тренера в клубах «Суиндон Таун» (вывел в Премьер-лигу), «Челси» (финал кубка ФА), «Саутгемптон», «Тоттенхэм Хотспур» (финал кубка Лиги), «Вулверхэмптон Уондерерс». В качестве тренера английской сборной выводил национальную команду во второй раунд чемпионата мира 1998 года, где команда проиграла по пенальти Аргентине. С лета 2014 года ассистент Харри Реднаппа в КПР.

## Игровая карьера
Гленн Ходдл родился в городе Хейес, Миддлсекс. Он начал свою карьеру в «Уотфорд», будучи выпускником их молодёжной академии. Ходдл также сыграл более 45 матчей за свою среднюю школу, прежде чем был замечен в школьной футбольной игре проходящим скаутом, который, по-видимому, выгуливал свою собаку в то время.

### «Тоттенхэм Хотспур»
Ходдл попал в клуб, будучи ещё школьником, в апреле 1974 года, по рекомендации легенды «шпор» — Майкла Чиверса. Он успешно преодолел проблемы с коленями в раннем подростковом возрасте, выиграл молодёжный кубок Англии, а позже дебютировал в возрасте 17 лет, выйдя на замену в матче с «Норвич Сити», в августе 1975 года. Тогда «шпоры» сыграли вничью 2:2. Ходдл был вынужден ждать до февраля 1976 года, чтобы начать матч первого дивизиона в стартовом составе. Тем не менее, он сразу же заявил о себе, нанеся опасный удар по воротам опытного английского вратаря «Сток Сити» — Питера Шилтона.

## Достижения
«Тоттенхэм Хотспур»
- Обладатель Кубка УЕФА (1): 1984
- Обладатель Кубка Англии (2): 1981, 1982
- Обладатель Суперкубка Англии (1): 1981
- Итого: 4 трофея

 «Монако»
- Чемпион Дивизиона 1 (1): 1987/88
- Обладатель Кубка Франции (1): 1991
- Итого: 2 трофея

## Факты
- В 1987 году Крис Уоддл и Гленн Ходдл, выступавшие тогда за «Тоттенхэм», записали песню Diamond Lights, которая в апреле поднялась до 12-го места в британском хит-параде синглов[5]. По опросу же компании «Марс» эта песня вошла в пятёрку худших песен всех времён.